# Ludvig Levin Jacobson

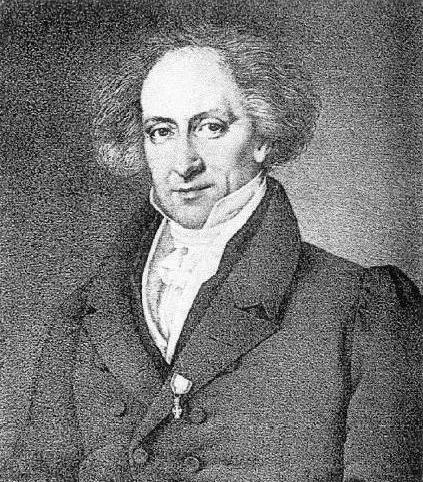
Ludvig Levin Jacobson

Ludvig Levin Jacobson (ur. 10 stycznia 1783 w Kopenhadze, zm. 29 sierpnia 1843 tamże) – duński anatom.

## Życiorys
Urodził się w rodzinie złotników. Uczęszczał do niemieckiej szkoły w Sztokholmie, gdzie zamieszkała jego rodzina po wielkim pożarze Kopenhagi w 1795 roku. Od 1800 roku uczył się w szkole chirurgicznej w Kopenhadze. Ukończył ją w 1804 roku, w 1806 roku został rezydentem, od 1806 roku wykładał chemię a w latach 1807-1809 uczył także w szkole weterynarii. Służył jako lekarz podczas wojny w 1807 roku, gdy Brytyjczycy zaatakowali Kopenhagę, i od 1811 roku był lekarzem wojskowym. Zajmował się także anatomią: około 1809 roku opisał narząd znany dziś jako narząd Jacobsona. W 1811 roku wyjechał do Paryża, gdzie prowadził prace z dziedziny anatomii porównawczej u Cuviera. W 1813 roku przedstawił pierwszy opis nerwu Jacobsona (gałęzi bębenkowej nerwu językowo-gardłowego). Od 1814 roku praktykował z powrotem w Kopenhadze. Zmarł na dur brzuszny w 1843 roku.